# Euthymiuskloster

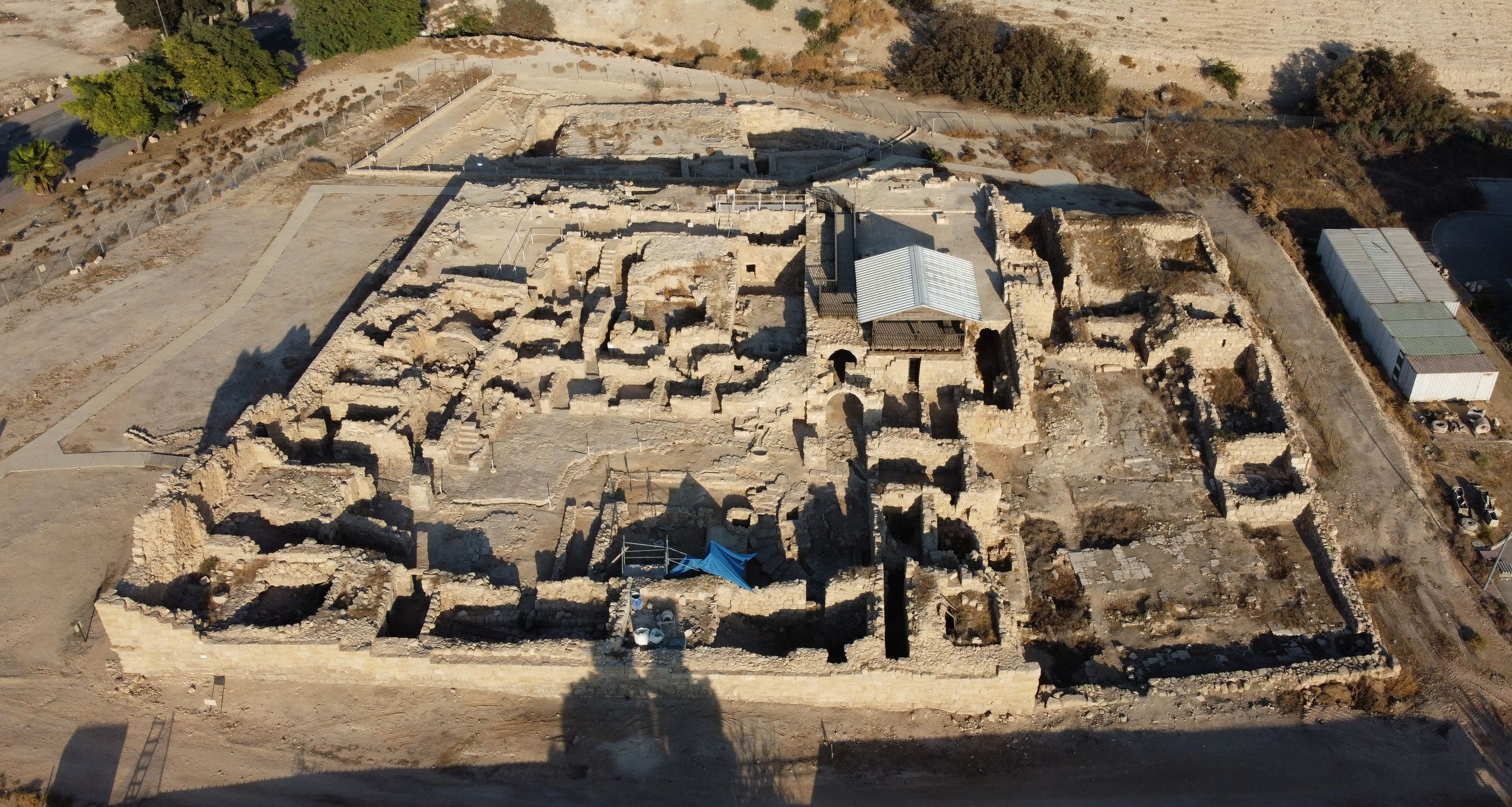
Ruinen des Euthymiosklosters (2024)

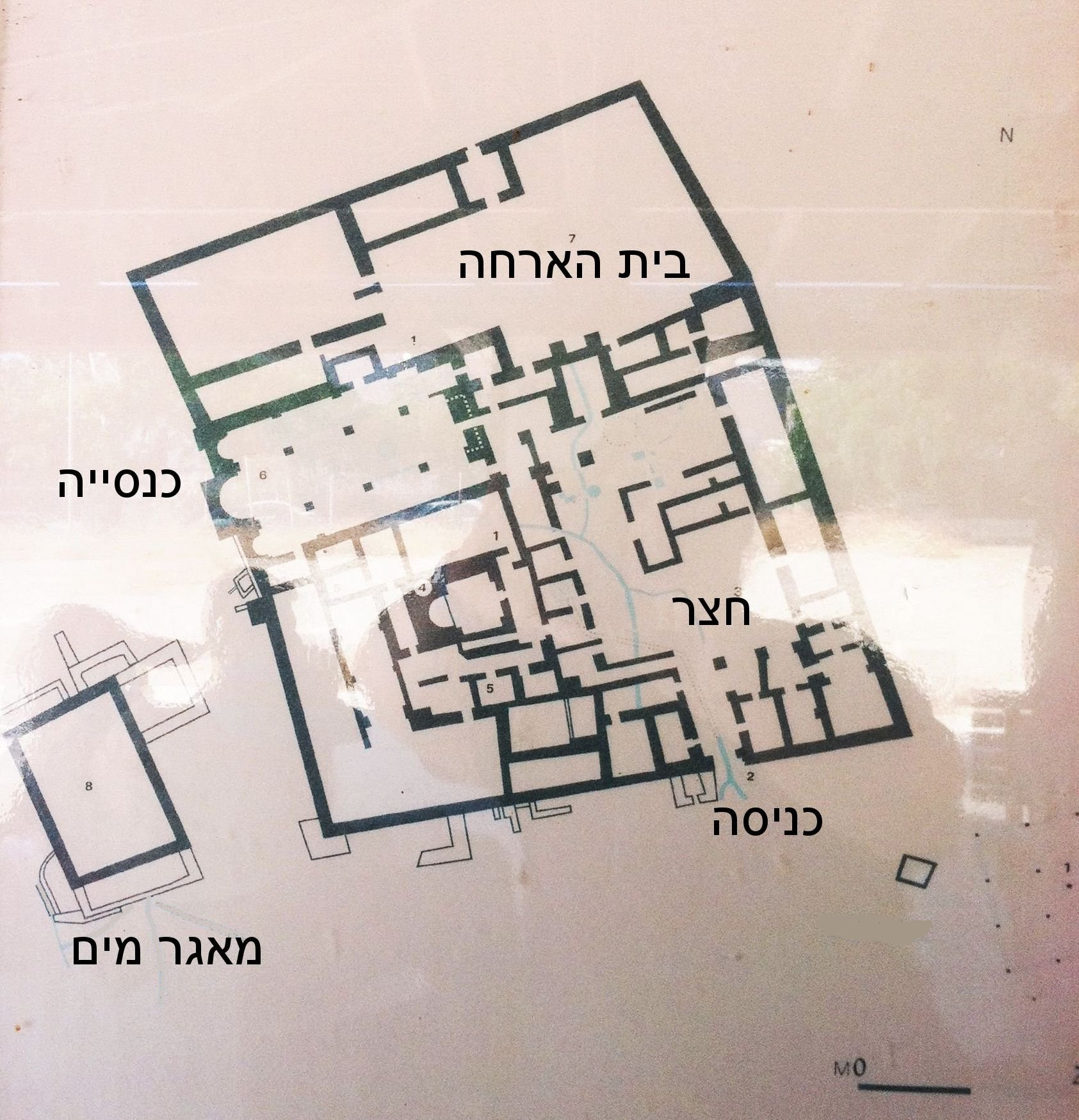
Plan des Euthymiosklosters

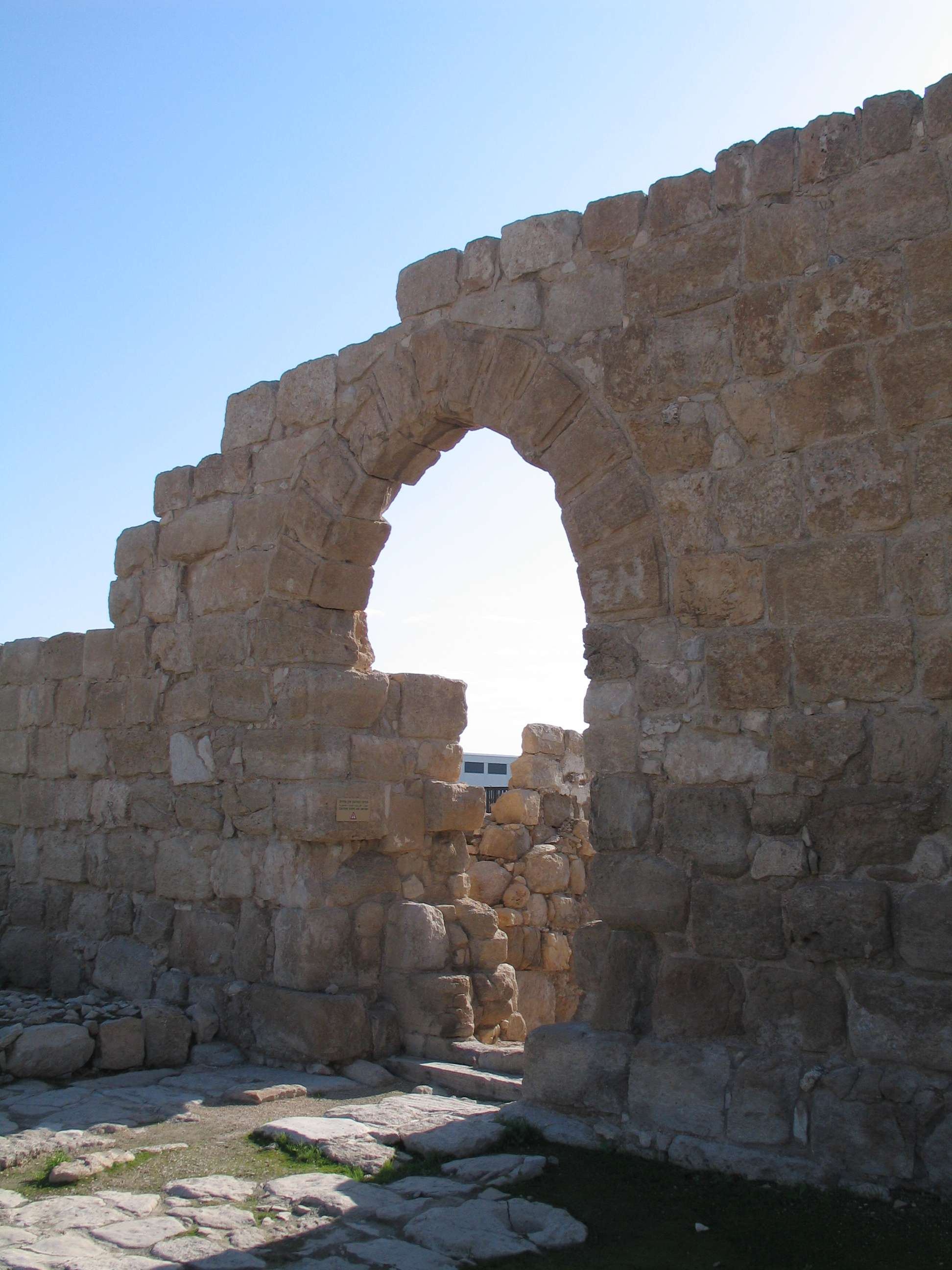
Kreuzfahrerzeitliches Tor (2014)

Das Euthymioskloster, auch bekannt als Khan el-Aḥmar, „Rote Karawanserei“, ist eine archäologische Stätte im israelisch besetzten Westjordanland. Sie befindet sich in Mischor Adummim, dem Industriegebiet der israelischen Siedlung Maʿale Adummim, etwa 14 km östlich von Jerusalem.

## Geschichte
Euthymios von Melitene, eine der Gründergestalten des palästinensischen Mönchtums, legte 428 eine Lawra in der Wüste Juda an, wo er sich bis zu seinem Tod 473 aufhielt. Diese Einsiedlerkolonie wurde anschließend zu einer Gemeinschaftssiedlung (Koinobion) umgebaut. Am 7. Mai 484 nahm Martyrios, der Patriarch von Jerusalem, die Kirchweihe vor. Durch ein Erdbeben im Jahr 659 schwer beschädigt, wurde der Gebäudekomplex anschließend wieder aufgebaut. 
Das Euthymioskloster bestand bis in die frühislamische Zeit; Abt Daniil fand es allerdings 1107 verlassen vor. In der Zeit des Lateinischen Königreichs Jerusalem wurde das Klosterleben im späten 12. Jahrhundert wieder aufgenommen, endete aber mit der Eroberung durch Saladin 1187.
Unter Baibars wurde die Anlage um 1289 zu einer Karawanserei umgestaltet, die den muslimischen Pilgern zum Nabi Musa Quartier bot.

## Beschreibung

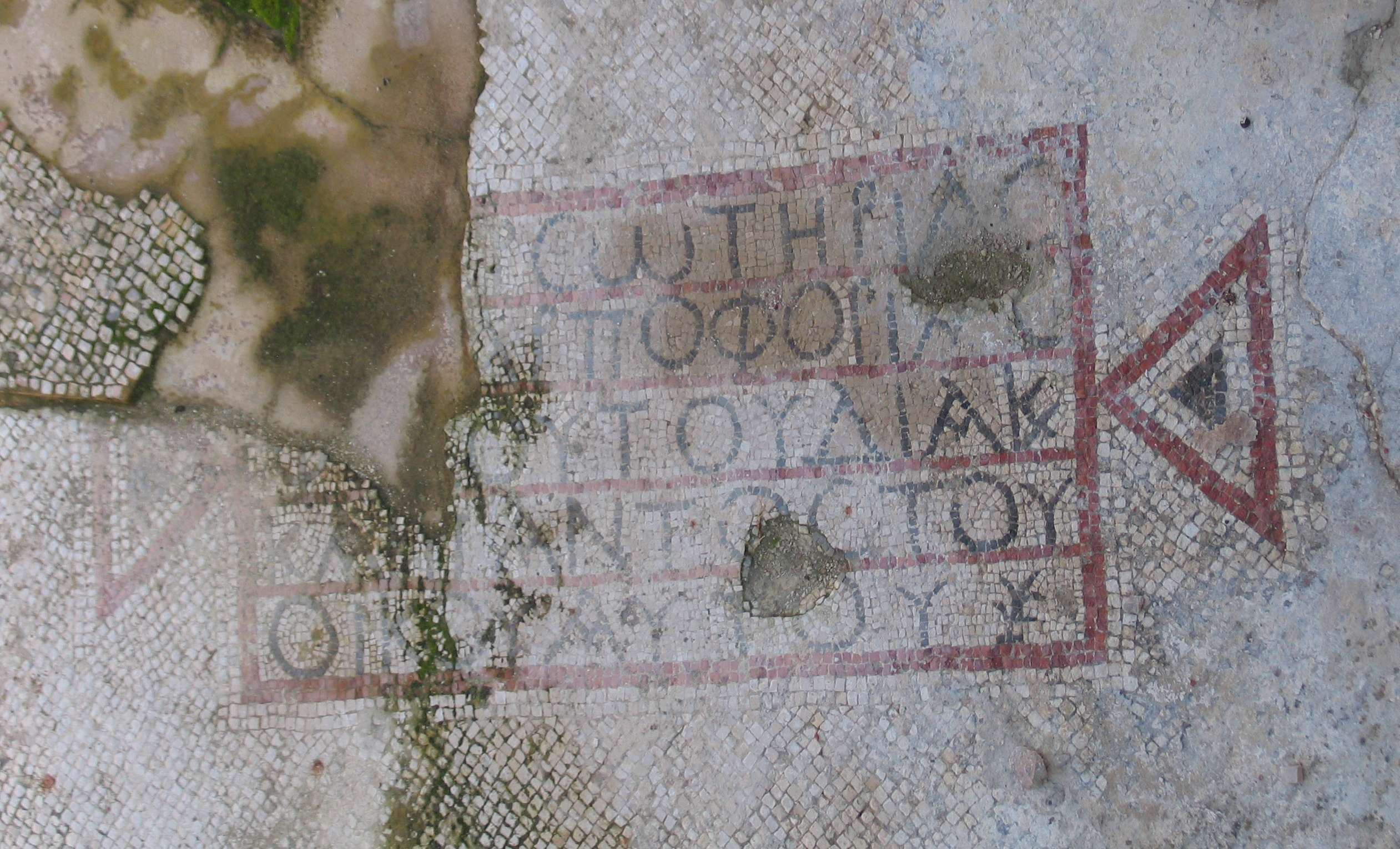
Tabula ansata mit griechischer Inschrift: Für die Erlösung und das Opfer des Diakons […]os und seines ganzen Hauses

Die Ruine geht größtenteils auf die Umbauten des 7. Jahrhunderts zurück. Im Südosten der Umwallung erkennt man die dreischiffige Basilika (13,8 × 25,4 m) mit ihren Nebengebäuden, die noch Reste des Mosaikbodens aufweist. Im Zentrum des Klosters befand sich die Krypta mit dem Grab des Euthymios und seiner Gefährten. Die eingewölbte Hauptkammer der Grabanlage (4,7 × 5,8 m) wurde in den 1920er Jahren untersucht. In neun Troggräbern unterhalb des Bodenpflasters lagen mehrere Skelette übereinander. Tonlampen waren die häufigsten Grabbeigaben. Die westliche Grabkammer (2,4 × 8,5 m) wurde erst in den 1970er Jahren geöffnet. In zwei Troggräbern waren hier Skelettbestandteile von über hundert Mönchen beigesetzt worden. Insgesamt fanden die Ausgräber im Euthymioskloster Skelettreste von etwa 150 Männern und 30 Jungen.
Die Baumaßnahmen des 12. Jahrhunderts konzentrierten sich auf die Kirche und den Ostflügel des Klosters. Auch die Umwallung (65 × 54 m) ist dieser Bauphase zuzuordnen. Besonders die Nordseite mit dem Tor ist relativ gut erhalten. Im Südwesten befand sich ein Turm (6,5 × 5,4 m). Südlich des Turms lagen mehrere Mönchszellen.
Etwa 15 m östlich der Umwallung befindet sich eine große Zisterne (23 × 12 × 15 m); sie fasste 4140 Kubikmeter Wasser. Sie wurde durch ein System von Wassergräben, die durch ein Absetzbecken geleitet wurden, befüllt. Südlich der Umwallung befand sich der Klostergarten.

## Forschungsgeschichte
Derwas J. Chitty ergrub die Anlage von 1927 bis 1930 im Auftrag des Palestine Exploration Fund. Yiannis E. Meimaris leitete Rettungsgrabungen und Restaurierungsmaßnahmen in den Jahren 1976 bis 1979. Rivka Birger und Yizhar Hirschfeld führten 1987 bis 1989 archäologische Untersuchungen durch. Bisher nicht publiziert sind die Befunde weiterer Ausgrabungen der 1990er (Tal und Ben-Ziony) und 2000er Jahre (Fogel, Har-Even und Yuzefovsky).